# Manastirski stanovi
Manastirski stanovi (en serbe cyrillique : Манастирски станови), les « logements du monastère », encore appelé Kaluđerski stanovi (Калуђерски станови), les « logements des moines », est un monastère orthodoxe serbe situé dans le sud-ouest de la Serbie.
Manastirski stanovi est situé dans les monts Tara, à 2,5 km du village de Kaluđerske Bare, dans la municipalité de Bajina Bašta. De construction récente, il constitue une dépendance du monastère de Rača. Sa petite église est desservie par les moines de Rača, notamment lors des grandes fêtes religieuses.
Un circuit de randonnée conduisant de Predov krst au monastère de Rača passe par Manastirski stanovi, ce qui en fait un des centres touristiques de Tara.